# はるえるぽん
はるえるぽんは、日本の漫画家。別名義に柴飼ぽんちょがある。2022年から柴飼ぽんちょ名義で朝倉一二三の小説のコミカライズ『黒い魔女と白い聖女の狭間で 〜アラサー魔女、聖女になる！〜』を連載。

## 作品リスト

### 漫画作品
- K・A・G・E・K・Iにゆうき
- NANZAWAくんです
- コンプレックス192
- 3レボリューション
- モッケの神様
- Sランクパーティをクビになったので世界樹と里帰りします〜能力固定の世界で村人と仲間だけが神成長！（原作：矢御あやせ、『コンプティーク』2021年3月号[3] - 2022年3月号） - 漫画担当、柴飼ぽんちょ名義[3]
- 黒い魔女と白い聖女の狭間で 〜アラサー魔女、聖女になる！〜（原作：朝倉一二三、『コンプティーク』2022年11月号[2] - 2023年11月号[4]） - 漫画担当、柴飼ぽんちょ名義[2]

### イラスト
- ボクらは霊能探偵団! 1 （1997年、著：中村うさぎ、角川スニーカー文庫）
- ボクらは霊能探偵団! 2 くたばれ、大魔王!!!（1998年、著：中村うさぎ、角川スニーカー文庫）